# Panama Papers

De in de Panama Papers genoemde landen

De Panama Papers is een grote verzameling vertrouwelijke documenten van de Panamese juridische en zakelijke dienstverlener Mossack Fonseca die in 2015 naar de internationale pers gelekt werden. Deze worden onderzocht in een internationaal journalistiek onderzoeksproject, en inmiddels ook door justitiële en belastingautoriteiten van diverse landen. Naast legale belastingontwijking kan het gaan om belastingfraude en/of andere illegale activiteiten, zoals het omzeilen van handelssancties of het afhandelen van omkoping, onder andere door prominente personen. Mossack Fonseca was al eerder negatief in het nieuws gekomen, maar nog nooit op deze schaal.

## Onderzoek
Het openbaarmaken van rond de 11,5 miljoen e-mails, oorkondes, verdragen, declaraties en bankafschriften aan de internationale media is met 2,6 terabyte het tot dusver grootste datalek. Een anonieme informant deelde de documenten in 2015 met twee journalisten van de Duitse krant Süddeutsche Zeitung, Bastian Obermayer en Frederik Obermaier. Zij verwerkten het rapport in een boek. Vervolgens coördineerde het International Consortium of Investigative Journalists (ICIJ) het eenjarige onderzoek. Op 3 april 2016 presenteerden 109 kranten, televisiestations en online media tegelijkertijd de eerste resultaten.
Mossack Fonseca, een van de grootste aanbieders van buitengaatse bedrijven, richtte in 21 belastingparadijzen rond de 214.000 brievenbusfirma's op voor klanten van het advocatenkantoor, onder wie meerdere belangrijke politici, zakenmensen en sporters, zodat het mogelijk zou zijn om hun financiële situatie te verhullen en om belastingen te ontduiken.
In het onderzoek worden 140 politici uit meer dan 50 landen genoemd, onder wie Mauricio Macri (president van Argentinië), Sigmundur Davíð Gunnlaugsson (eerste minister van IJsland), Salman bin Abdulaziz bin Abdulrahman Al Saud (koning van Saoedi-Arabië), Nawaz Sharif (premier van Pakistan), Hosni Moebarak (ex-president van Egypte), Khalifa bin Zayed Al Nahayan (president van de Verenigde Arabische Emiraten) en Petro Porosjenko (president van Oekraïne). Voorts worden ook tal van familieleden en/of personen uit de entourage van figuren uit de politieke wereld genoemd. Zo komen onder meer de vader van de Britse premier David Cameron, de neef van de Syrische president Bashar al-Assad, de zus van de Spaanse koning Juan Carlos, de zwager van de Chinese president Xi Jinping, de hele familie van İlham Əliyev (president van Azerbeidzjan) en personen uit de entourage van de Russische president Vladimir Poetin in de documenten voor. In de nasleep van het schandaal kwam ook Hillary Clinton in opspraak.
Ook de namen van enkele prominente figuren binnen de FIFA, cineast Pedro Almodóvar, Dominique Strauss-Kahn (voormalige directeur-generaal van het IMF), Lionel Messi, Formule 1-coureur Rubens Barrichello, Franco Dragone (Cirque du Soleil), dopingarts Eufemiano Fuentes, 200.000 bedrijven en tal van miljardairs, bedrijfsleiders en figuren uit de misdaadwereld werden genoemd.
Uit de documenten blijkt dat honderden banken betrokken waren in het schandaal, alle samen zouden ze ongeveer 15.600 offshores hebben opgericht. De wereldwijde hoofdrollen zouden zijn weggelegd voor het Zwitserse UBS (1100) en Credit Suisse (1105), het Britse HSBC (2300), het Franse Société Générale (979) en de Royal Bank of Canada (378).
In mei werd een gedeelte van de gegevens vrijgegeven en op de website 'Offshore Leaks Database' van het ICIJ gepubliceerd.

### België
In België zou het gaan om minstens 732 burgers die verbonden zijn aan minstens 1144 buitengaatse ondernemingen in elf verschillende belastingparadijzen. Ze zijn actief in tal van sectoren, maar de financiële sector, de diamanthandel en immobiliën springen er bovenuit. De meesten zouden afkomstig zijn uit het Brussels Hoofdstedelijk Gewest en de provincie Antwerpen. Opmerkelijk hierbij is dat 52 van hen in de gemeente Ukkel woonachtig zijn. Eén Belg blijkt verbonden aan 21 verschillende vennootschappen, een ander aan 17. Tevens werden onder anderen staalmagnaat Lakshmi Mittal, de ondertussen overleden topman van Belgacom Didier Bellens, de op een na rijkste Belg Patokh Chodiev en de Braziliaanse en Belgische hoofdaandeelhouders van AB Inbev waaronder de familie de Spoelberch genoemd. Minstens zes van de rijkste Belgische families zouden opduiken in de lijst, naast de reeds genoemde familie De Spoelberch en Franco Dragone zou het onder meer de families Kandiyoto (textielhandel Chemitex), Swenden (baksteenindustrie Rupelstreek en voedingsbedrijf Vandemoortele), de familie van Eddy Van De Broucke (Eres), Gery De Cloedt (van de ondernemersdynastie De Cloedt), Stéphane Bleus (lichtte in het verleden voor tientallen miljoenen beleggers op) en Sebastiaan Saverys (Scheepswerf van Temse, oprichter Stevia One) betreffen. De enige Belgische politicus die wordt genoemd is Hugo Schiltz (Volksunie).
Een van de hoofdrolspelers in het schandaal was de toenmalige Dexia-dochteronderneming Experta (via Banque internationale à Luxembourg). Tussen 2002 en 2011 (dus ook nog nadat de bank was gered met overheidsgeld in 2008) werden meer dan 1600 offshores opgericht. Het merendeel in Panama, de overige in belastingparadijzen als de Bahama's, de Britse Maagdeneilanden en Niue. Toenmalige leden van de raad van bestuur van de BIL (en dus ook van advieskantoor Experta) waren onder meer Jean-Luc Dehaene, Jacques Rogge en voormalige Dexia-toplui Pierre Mariani,Axel Miller, Stefaan Decraene en François Narmon. Tevens lekte dat Exeperta zelfs stroman-directeurs leverde voor de offshores. Dat gebeurde door drie Luxemburgse bedrijven, die op hun beurt waren opgezet als offshores op de Britse Maagdeneilanden. Ook KBC, Bank Degroof en Fortis werden genoemd. Zo zou Fortis via haar dochteronderneming Intertrust Group niet enkel via Mossack Fonseca, maar ook via concurrent Trident Trust offshore structuren hebben opgericht en beheerd voor haar klanten. Zaken- en private bank Degroof (en de overgenomen Banque Nagelmackers Luxembourg) van haar kant liet de constructies opzetten in de Seychellen.
Op 11 april 2016 werd bekend dat de Bijzondere Belastinginspectie (BBI) van Gent in een concreet dossier reeds in juni 2009 geconfronteerd was met een Panama-constructie die door Dexia vanuit Luxemburg werd georganiseerd. Ondanks een verzoek van de Gentse BBI-directeur liet de BBI het echter na om het mechanisme te onderzoeken. De toenmalige bankentoezichthouder CBFA zou de constructie wel onderzocht hebben; het zou echter onduidelijk zijn wat met de onderzoeksresultaten nadien gebeurde.

### Nederland
Uit onderzoek van Trouw en Het Financieele Dagblad blijkt dat honderden Nederlanders, onder wie veel mkb'ers, maar ook bekende personen, zoals de voormalige voetbalinternational Clarence Seedorf leden van de ondernemersfamilie Van der Vorm en Mexx-oprichter Rattan Chadha, via een Panamese tussenpersoon bedrijven hebben opgezet in belastingparadijzen. Tevens zou er een link zijn met witwaspraktijken in het voetbal. Naar aanleiding van de publicaties over de Panama Papers bleek op 10 april 2016 een Kamermeerderheid een parlementaire mini-enquête te willen instellen naar belastingconstructies die via Nederland lopen.
Tevens kwam ABN Amro in opspraak: de bank zou via Martello aandeelhouder zijn van 25 nominee shareholdersvennootschappen op de Britse Maagdeneilanden. Ook zouden er nog minstens vijf andere dochterbedrijven van de bank zijn die zulke diensten aanbieden. ABN-commissaris Bert Meerstadt vertrok op 7 april 2016 per direct nadat die dag bekend werd dat zijn naam voorkwam in de Panama Papers. Een dag later trad hij om dezelfde reden per direct terug als vicevoorzitter van de raad van commissarissen van Lucas Bols Holding N.V., waar hij tien jaar commissaris was.

## Gevolgen
- In IJsland nam premier Sigmundur Davíð Gunnlaugsson op 5 april 2016 ontslag, toen de namen van hemzelf en zijn vrouw in de documenten opdoken.[40][41]
- In Pakistan schorste het Hooggerechtshof premier Nawaz Sharif nadat uit de Panama Papers was gebleken, dat zijn kinderen kapitaal via Mossack Fonseca hadden weggesluisd naar offshore rekeningen.[42] Op 13 juli 2018 werden Sharif en zijn dochter bij terugkeer uit Londen gearresteerd. In september werden ze weer vrijgelaten, na de parlementsverkiezingen.
- Op 16 oktober 2017 werd de Maltese journalist Daphne Caruana Galizia gedood door een onder haar auto verborgen bom nadat ze had onthuld, dat de minister van Energie Konrad Mizzi en de rechterhand van premier Joseph Muscat, stafchef Keith Schembri, via het Panamese concern Mossack Fonseca gelijktijdig offshore vennootschappen hadden opgezet.[43] Beiden zijn afgetreden.[44]
- Op 15 april 2016 nam José Manuel Soria, de Spaanse minister van Industrie, ontslag nadat hij werd genoemd in het schandaal.[45]

## Reacties
- Het advocatenkantoor van Mossack Fonseca stelde in een reactie op de zogenaamde Panama Papers dat deze verkregen zijn via piraterij (hacking) vanop buitenlandse servers en dat ze vrijgegeven zijn zonder respect voor de privacy van de betrokken (beroemde) cliënten. Het bedrijf zou daarom een klacht hebben ingediend bij het parket.[46] Tevens stelde het kantoor dat ze de eindklanten niet kennen en niets te maken hebben met belastingontduiking of witwaspraktijken, alsook dat de 'overgrote meerderheid' van de 240.000 juridische structuren die ze hebben opgezet voor tussenpersonen zoals banken, advocaten, accountants en fondsen gebruikt zouden worden voor legale doeleinden.[47]
- Forbes maakte bekend dat Mossack Fonseca’s mede-oprichter Ramón Fonseca in maart 2016 ontslag nam als adviseur van de Panamese president Juan Carlos Varela nadat het bedrijf was genoemd in een in januari 2016 in de openbaarheid gekomen Braziliaans corruptieschandaal (bekend als “Operação Lava Jato”: “operatie carwash”) en na kritische vragen van het ICIJ.[48]
- Mogelijks zou het lek een gevolg zijn van Drupalgeddon in 2014, een andere mogelijkheid die genoemd werd zou het feit zijn dat Mossack Fonseca een verouderde versie van Outlook gebruikte en zijn mails niet versleutelde.[49]
- De Belastingdienst gaat de voor Nederland relevante informatie onderzoeken. De Belastingdienst zal actief kijken of daar gegevens bij zitten die bruikbaar zijn voor de belastingheffing.[50]
- In Zwitserland viel de politie op 6 april 2016 in het kader van onder andere de Panama Papers binnen bij de UEFA met betrekking tot crimineel wanbeleid.[51]
- Bijna een derde van alle klanten van het trustkantoor zijn te herleiden tot China, inclusief Hongkong en Macau.[52] Mossack Fonseca heeft maar liefst zeven kantoren op het Chinese vasteland en nog een in Hong Kong. Vanwege de vele Chinese klanten en connecties met hooggeplaatste partijleden, werd in China de berichtgeving over de Panama Papers gecensureerd,[53][54] een van de weinige nieuwsbronnen die erover berichtte was de Global Times.[55][56]
- In verschillende (niet in het ICIJ betrokken) media werden vragen gesteld wie de documenten lekte en met welk doel, voornamelijk het ontbreken van Amerikaanse namen werd daarbij centraal gesteld.[57][58]
- WikiLeaks van zijn kant reageerde dat het lek afkomstig zou zijn van de Organized Crime and Corruption Reporting Project (OCCRP) en gefinancierd werd door de US Agency for International Development (USAID) en de Amerikaanse hedge fund-miljardair George Soros. Kristinn Hrafnsson, woordvoerder van WikiLeaks, pleitte er vervolgens voor om de gelekte data in hun geheel online te plaatsen.[59]
- Op 7 april 2016 gaf de Britse premier David Cameron in een interview toe dat hij betrokken was bij zijn vaders offshore bedrijf Blairmore Investment Trust. Hij ontkende echter dat het bedrijf in de Bahama's zou zijn opgezet voor belastingsontduiking en stelde dat hij zijn aandelen verkocht in januari 2010 toen bleek dat er een mogelijkheid was dat hij premier kon worden.[60][61]
- De Franse FIOD deed op 5 april 2016, een dag na de publicatie van de Panama Papers, een huiszoeking bij de Franse bank Société Générale. Aldus de krant Le Journal du Dimanche wou de FIOD zo trachten te achterhalen welke personen en bedrijven achter de offshore vehikels schuilgingen die Société Générale in Panama had laten oprichten.[62] Verschillende documenten werden hierbij in beslag genomen.[63][64]

## Betrokken media
Aan het onderzoek naar de Panama Papers namen 376 journalisten uit 76 landen deel. Zij werken onder andere voor onderstaande media:
- Argentinië: La Nación, Canal 13
- België: De Tijd, Knack, MO*, Le Soir
- Canada: CBC Radio One, Toronto Star
- Denemarken: Politiken
- Duitsland: Süddeutsche Zeitung, WDR, NDR
- Frankrijk: Le Monde, Premières Lignes
- Groot-Brittannië: The Guardian, Panorama
- Ierland: The Irish Times
- India: The Indian Express
- Israël: Haaretz
- Italië: L'Espresso
- Japan: Asahi Shimbun
- Nederland: Trouw, Het Financieele Dagblad[1]
- Noorwegen: Aftenposten
- Oostenrijk: Falter, ORF
- Polen: Gazeta Wyborcza
- Senegal: Ouestaf News
- Zwitserland: SonntagsZeitung